# Mezilesí (okres Pelhřimov)
Obec Mezilesí (německy Meziles Thein) se nachází v okrese Pelhřimov v Kraji Vysočina. Žije zde 104 obyvatel.

## Historie
První písemná zmínka o obci pochází z roku 1352.
V letech 2006–2010 působil jako starosta Martin Pajer, od roku 2010 tuto funkci zastávala Jana Holadová. Nyní Stanislav Prokop.

## Pamětihodnosti
- Kostel svatého Jakuba Většího

## Části obce
- Mezilesí
- Holýšov
- Zelená Ves – Zmínka o vzniku vesnice je rok 1842. Byla postavena vedle stávajícího dvorce Týna který kolem roku 1707 koupil Ignác Ubelli původem z Lombardie (nyní Itálie) a vedle něho si postavil zámeček. Zámeček však se do dnešní doby nedochoval, byl v roce 1935 zbořen. V parku, který zámeček obklopoval, se ještě nyní nachází části jeho základů.

## Galerie

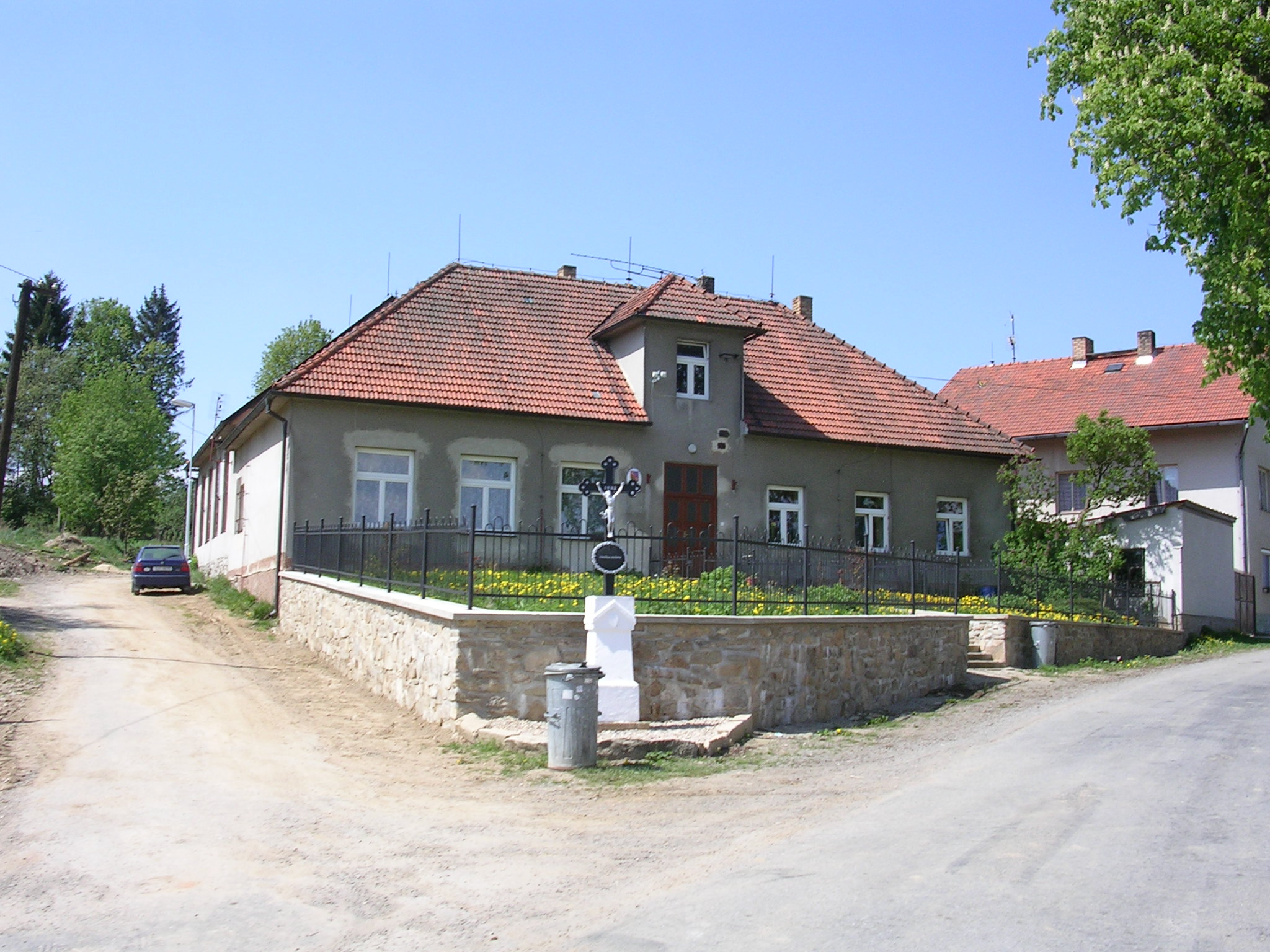
Obecní úřad
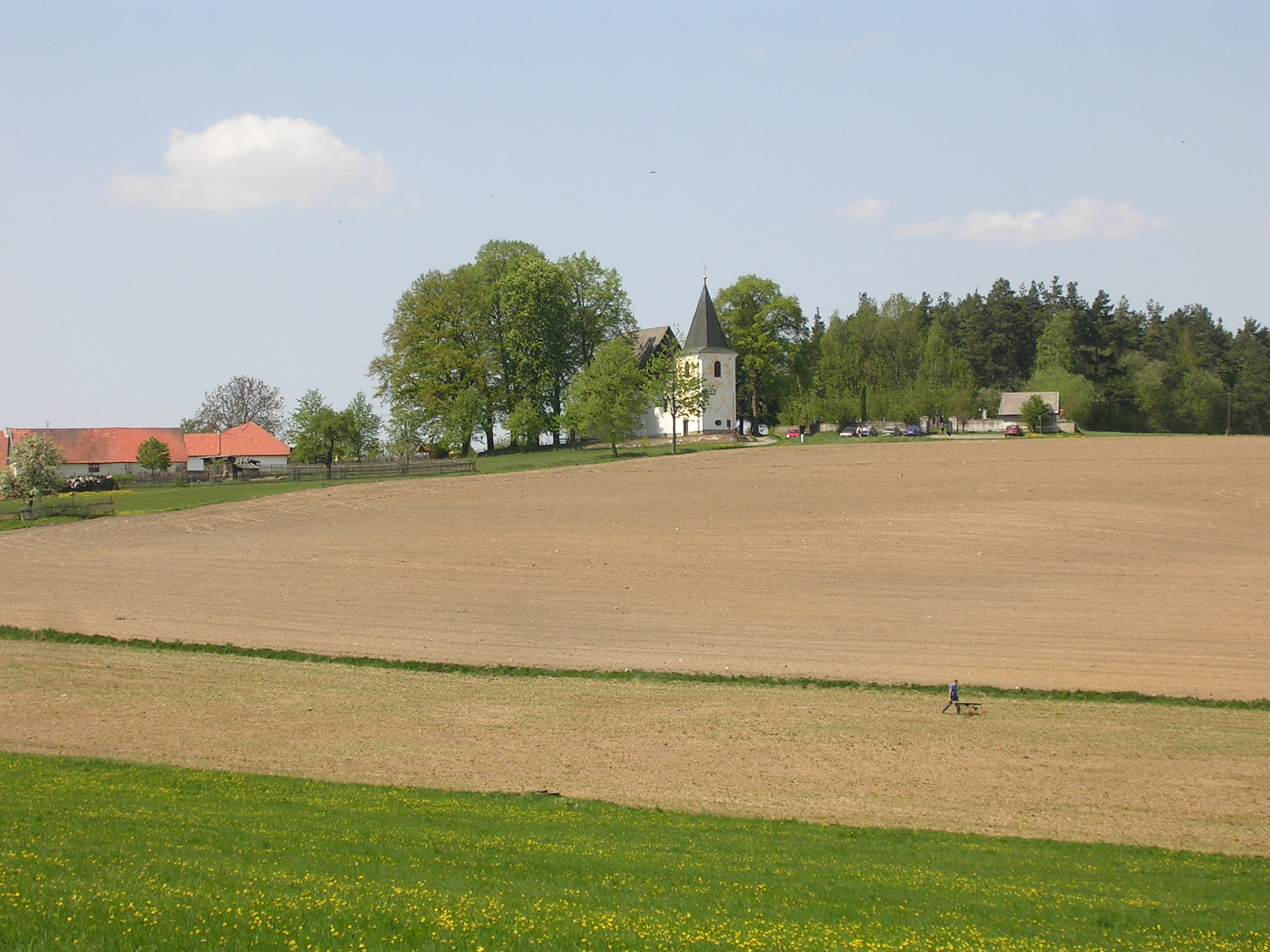
Kostel svatého Jakuba
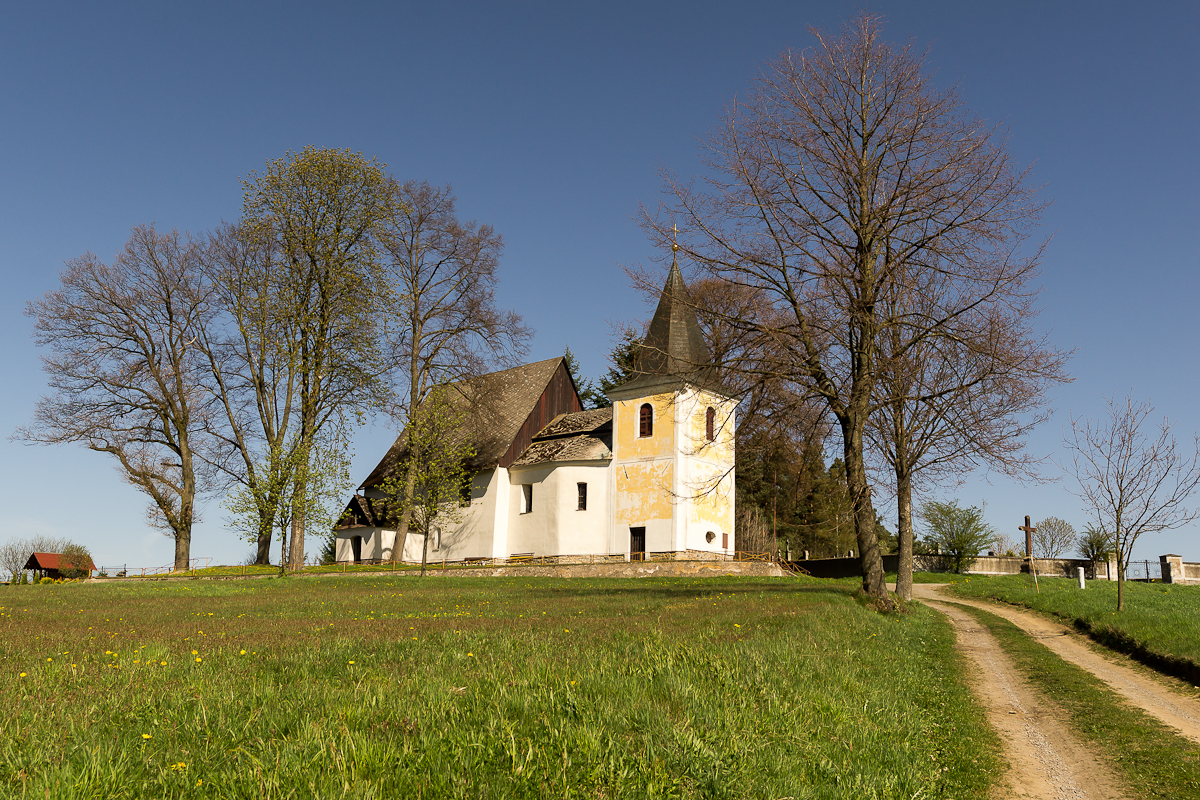
Kostel sv. Jakuba